# Loca People
Loca People (česky volně blázniví lidé) je housový song katalánského DJeje vystupujícího pod pseudonymem Sak Noel. Song vyšel v září roku 2011 na značce Clipper's Sound a hned se dostal do popředí světových hitparád.